# Johannes Werkhoven
Johannes Sijbrens Werkhoven (Witmarsum, 31 oktober 1891 - Bolsward, 11 maart 1965) was een Nederlands manufacturier en bestuurder. Hij was van november 1944 tot april 1945 burgemeester van Ferwerderadeel.

## Biografie
Johannes Werkhoven werd in Witmarsum geboren als zoon van winkelier en koopman Sijbren Werkhoven. In 1907 kwam het gezin over uit Beers en vestigde zich aan de Groenmarkt in Franeker. In de periode die volgde was hij in de zaak van zijn vader werkzaam. In 1927 vertrok Johannes naar Leeuwarden om zich daar als manufacturier te vestigen. Ook werd hij voorzitter van de Nederlandse kaatsbond.
Gedurende de Tweede Wereldoorlog werd Werkhoven lid van de Nederlandsche Volksdienst (N.V.D.). Zijn broer Catrinus Werkhoven was van 1943 tot 1945 burgemeester van Wonseradeel en via hem werd hij door Reichskommissar Werner Friedrich Ross gepolst voor een burgemeesterspost. Hoewel hij geen lid van de N.S.B. was, nam Werkhoven in november 1944 de positie van de door de Duitsers gearresteerde burgemeester G.W.H. Esselink van Ferwerderadeel over. Na de oorlog zat hij tot mei 1946 in voorarrest, waarna hij in juni door het Bijzonder Gerechtshof Leeuwarden veroordeeld werd tot een boete van 5000 gulden en 10 jaar ontzetting van het kiesrecht.
Johannes Werkhoven is overleden op 73-jarige leeftijd te Bolsward en werd vanuit de Sint-Pontianuskerk te Marssum begraven.